# Hammermühle (Bergisch Gladbach)

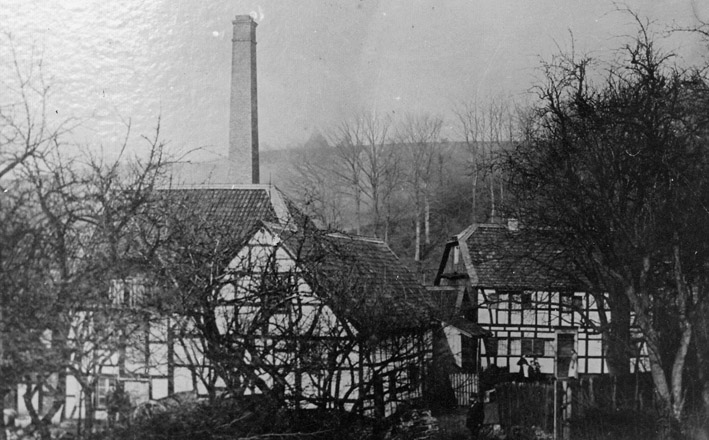
Die Hammermühle um 1900

Die Hammermühle war eine alte Schleifmühle an der Strunde. Gleichzeitig ist es ein Ortsteil im Stadtteil Stadtmitte von Bergisch Gladbach.

## Geschichte
Nach dem Protokoll für den Strunderbach von 1773 wurde die Hammermühle von einem oberschlächtigen Wasserrad angetrieben. Der Name Hammermühle deutet darauf hin, dass das Mühlrad zeitweilig einen Schmiedehammer angetrieben hat. Im Hebebuch des Schatzboten für die Honschaft Gladbach von 1758/59 wird als Pächter Jakob Hammerscheid erwähnt.
Nach 1823 wird in der Gewerbesteuerstammrolle der Bürgermeisterei Gladbach vermerkt, dass die Hammermühle den Erben Landwehr gehörte und das Gewerbe Öl- und Gerstenstampfmüller wäre. Die Ausstattung bestand nur noch aus einem unterschlächtigen Rad. 1839 ging die Hammermühle an die Witwe Lückerath und von ihr 1851 an Friedrich Hölzer, der sie allerdings schon vorher gepachtet hatte. Er baute die Hammermühle in eine Fruchtmühle mit zwei Mahlgängen und einem Graupengang sowie zwei Ölpressen mit drei bis fünf Stampflöchern um. Am 19. November 1877 wurde sein inzwischen installierter Dampfkessel überprüft. Dabei wurde beanstandet, dass die Markierung für den niedrigsten Wasserstand fehlte. Mit der Dampfmaschine trieb Hölzer die Fruchtmühle und eine Holzschneidemühle an.
Ihm folgte seit ca. 1880 Hubert Peter Krein, der hier eine Mahl- und Schneidemühle besaß, für deren Antrieb er den bereits erwähnten Dampfkessel benutzte. Den früheren Mühlenbetrieb hatte er inzwischen aufgegeben. Über nachfolgende Betriebstätigkeiten liegen keine Informationen vor. Im Adressbuch von 1939 wird im Haus Hammermühle eine Wäscherei erwähnt, die dort ihren Betrieb noch bis in die 1980er Jahre hatte. Die Nebengebäude dienten zu Wohnzwecken. Im April 1998 war das zuletzt noch stehende Hauptgebäude so marode, dass es abgerissen werden musste.

### Geschichte des Wohnplatzes
Aus Carl Friedrich von Wiebekings Charte des Herzogthums Berg 1789 geht hervor, dass Hammermühle zu dieser Zeit Teil der Honschaft Combüchen im bergischen Amt Porz war. Unter der französischen Verwaltung zwischen 1806 und 1813 wurde das Amt Porz aufgelöst und Hammermühle wurde politisch der Mairie Gladbach im Kanton Bensberg zugeordnet. 1816 wandelten die Preußen die Mairie zur Bürgermeisterei Gladbach im Kreis Mülheim am Rhein. Mit der Rheinischen Städteordnung wurde Gladbach 1856 Stadt, die dann 1863 den Zusatz Bergisch bekam.
Die Mühle ist auf der Topographischen Aufnahme der Rheinlande von 1824, auf der Preußischen Uraufnahme von 1840 und ab der Preußischen Neuaufnahme von 1892 auf Messtischblättern regelmäßig ohne Namen verzeichnet.
| Jahr | Einwohner | Wohn- gebäude | Kategorie | kirchliche Zugehörigkeit (kath.) |
| ---- | --------- | ------------- | --------- | -------------------------------- |
| 1830 | 11        |               | Ölmühle   | Pfarrgemeinde Paffrath           |
| 1845 | 6         | 1             | Ölmühle   | Pfarrgemeinde Paffrath           |
| 1871 | 12        | 1             | Mühle     |                                  |
| 1885 | 9         | 1             | Wohnplatz |                                  |
| 1905 | 25        | 2             | Wohnplatz | Pfarrgemeinde Bergisch Gladbach  |